# 변론준비절차
변론준비절차(辯論準備節次)는 변론이 효율적이고 집중적으로 실시될 수 있도록 하는 민사소송절차의 한 부분으로 답변서를 제출한 후 변론기일에 앞서 쟁점과 증거를 정리하는 절차를 말한다. 변론준비절차는 공개법정에서 할 필요는 없다. 재판장은 특별한 사정이 있는 때에는 변론 기일을 연 뒤에도 사건을 변론 준비 절차에 부칠 수 있다.

## 진행
1. 변론준비절차의 진행은 재판장이 담당한다. 합의사건의 경우에 재판장은 합의부원을 수명법관으로 지정하여 변론준비절차를 담당하게 할 수 있다. 재판장은 필요하다고 인정하는 때에는 변론준비절차의 진행을 다른 판사에게 촉탁할 수 있다.
2. 변론준비절차를 진행하는 재판장 등 은 변론의 준비를 위하여 필요하다고 인정하면 증거결정을 할 수 있고, 재판장 등은 필요한 범위 안에서 증거조사를 할 수 있다. 다만, 증인신문 및 당사자 신문은 일정한 제한이 있어 증인 등이 변론 기일에 출석하기 어려운 경우 등 313조에 해당하는 경우에만 할 수 있다. 변론준비절차에서 서증, 검증, 감정 등을 행하여 주장 및 증거의 정리를 하고, 이를 바탕으로 나아가 변론에서는 증인신문 및 당사자신문만으로 집중적 심리를 하여 변론을 종결할 수 있도록 하기 위함이다.
3. 변론준비절차에서 화해나 조정을 권고할 수 있고, 또한 화해권고결정을 할 수 있다.
4. 변론준비절차를 통하여 쟁점이 정리되면 소송의 승패에 대하여 어느 정도 예상을 할 수 있어, 법원이 화해를 적극적으로 권유한다면 화해가 성립되는 경우가 많을 것이다.
5. 변론준비절차에는 석명권, 석명준비명령 등의 규정이 준용된다.

## 참고 문헌
- 조상희, 『법학전문대학원 민사소송법 기본강의』. 한국학술정보(주), 2009. ISBN 9788953423077

## 같이 보기
- 민사소송법 제280조
- 민사소송법 제284조
- 민사소송법 제286조 화해
- 민사소송법 제145조 조정
- 민사소송법 제225조
- 민사소송법 제136조 석명권
- 민사소송법 제137조 석명준비간주
- 민사소송법 제268조
- 민사소송법 제278조